# پزشکی گوش و حلق و بینی

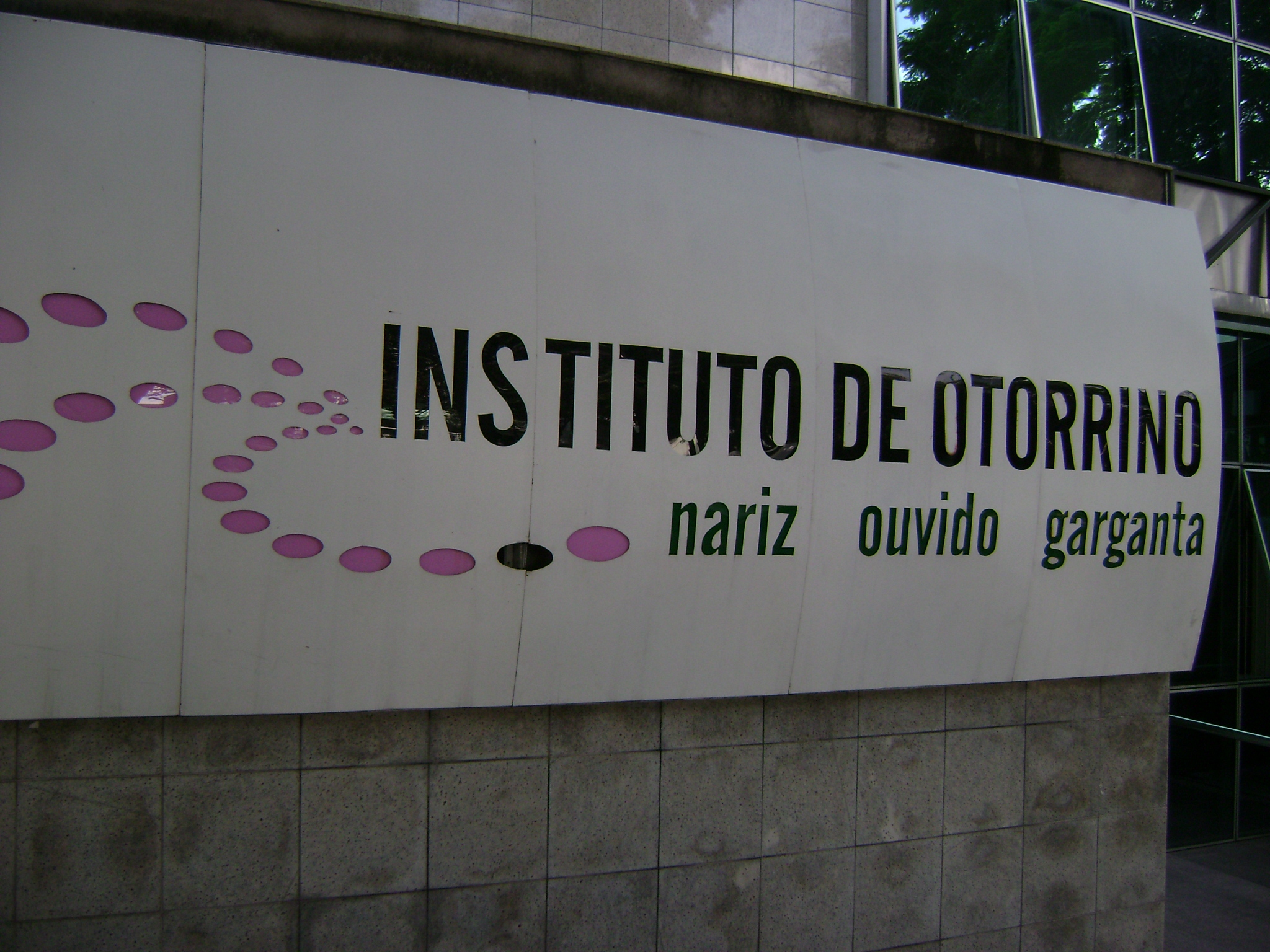
یک مؤسسهٔ آموزشی گوش و گلو و بینی، در بلو هوریزونته برزیل. در پایین نوشته شده: بینی، گوش و گلو (Nariz, ouvido e garganta)

پزشکی گوش و حلق و بینی یا اتورینولارینگولوژی (به فرانسوی: Oto-rhino-laryngologie) (به انگلیسی: ENT), (Ear, Nose, Throat) شاخه‌ای از پزشکی است که به تخصص تشخیص و درمان اختلالات گوش، گلو (حلق) و بینی، و سر و گردن ارتباط دارد.

## فلوشیپ
در ایران این رشته دارای فوق تخصص اتولوژی و نورواتولوژی (گوش) و چند فلوشیپ است: فلوشیپ اتولوژی و نورواتولوژی (گوش)، فلوشیپ رینولوژی و جراحی اندوسکوپیک سینوس، فلوشیپ لارنگولوژی، فلوشیپ جراحی سروگردن. فلوشیپ جراحی زیبایی یا پلاستیک صورت

## مدت دوره تخصص
در نظام‌های تحصیلی متفاوت ممکن است مدت دوره متفاوت باشد اما در آمریکا و نظام‌های تحصیلی تابع آن دانشجو پس از گذراندن دوره دکترای عمومی یکسال رزیدنتی جراحی عمومی و چهار سال رزیدنتی جراحی گوش، گلو، بینی و سر و گردن را سپری می‌نماید.